# Calle Madroño
La  Calle Madroño es una calle residencial de sentido oeste y este localizada en el Residencial Los Robles, Managua, Nicaragua. Su nombre se debe al árbol madroño.

## Trazado
La Calle Madroño inicia desde la Calle Valencia en el Residencial Los Robles, pasando por una calle sin nombre, hasta terminar en la Calle Robles.

## Barrios que atraviesa
La calle por ser pequeña solo atraviesa el Residencial Los Robles.